# 乌鲁埃尔
乌鲁埃尔（法語：Ourouër，法語發音：[uʁwɛʁ]）是法国涅夫勒省的一个旧市镇，属于讷韦尔区。2017年1月1日，乌鲁埃尔与市镇巴勒赖合并为新市镇沃达莫涅，乌鲁埃尔为新市镇行政中心。

## 地理
乌鲁埃尔（47°3'32"N, 3°18'21"E）面积21.76 平方千米，位于法国勃艮第-弗朗什-孔泰大區涅夫勒省，该省份为法国中部省份，北至约讷省，西北接卢瓦雷省，西接谢尔省，南至阿列省，东南接索恩-卢瓦尔省，东临科多尔省。
与乌鲁埃尔接壤的市镇（或旧市镇、城区）包括：诺莱、巴勒赖、蒙蒂尼欧萨莫涅、圣马丹德耶、圣叙尔皮斯。
乌鲁埃尔的时区为UTC+01:00、UTC+02:00（夏令时）。

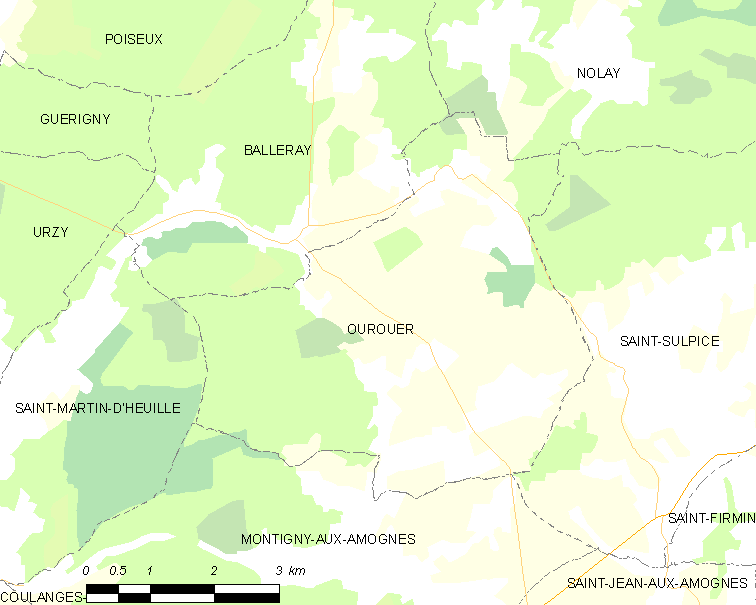
乌鲁埃尔的OSM定位图

## 行政
乌鲁埃尔的邮政编码为58130，INSEE市镇编码为58204。

## 政治
乌鲁埃尔所属的省级选区为盖里尼县。

## 人口

1962-2008年间乌鲁埃尔人口变化图示

乌鲁埃尔于2018年1月1日时的人口数量为341人。